# Vladimir Tainikov
Vladimir Tainikov –en bielorruso: Уладзімір Тайнікаў– (Khudovo, URSS, 23 de junio de 1959) es un deportista soviético que compitió en piragüismo en la modalidad de aguas tranquilas. Ganó cuatro medallas en el Campeonato Mundial de Piragüismo en los años 1978 y 1979.
Participó en los Juegos Olímpicos de Moscú 1980, donde finalizó séptimo en la prueba de K4 1000 m.

## Palmarés internacional
| Campeonato Mundial | Campeonato Mundial    | Campeonato Mundial | Campeonato Mundial |
| Año                | Lugar                 | Medalla            | Evento             |
| ------------------ | --------------------- | ------------------ | ------------------ |
| 1978               | Belgrado (Yugoslavia) | Medalla de bronce  | K2 500 m           |
| 1978               | Belgrado (Yugoslavia) | Medalla de oro     | K2 1000 m          |
| 1979               | Duisburgo (RFA)       | Medalla de bronce  | K2 1000 m          |
| 1979               | Duisburgo (RFA)       | Medalla de plata   | K4 500 m           |